# James Graham Fair

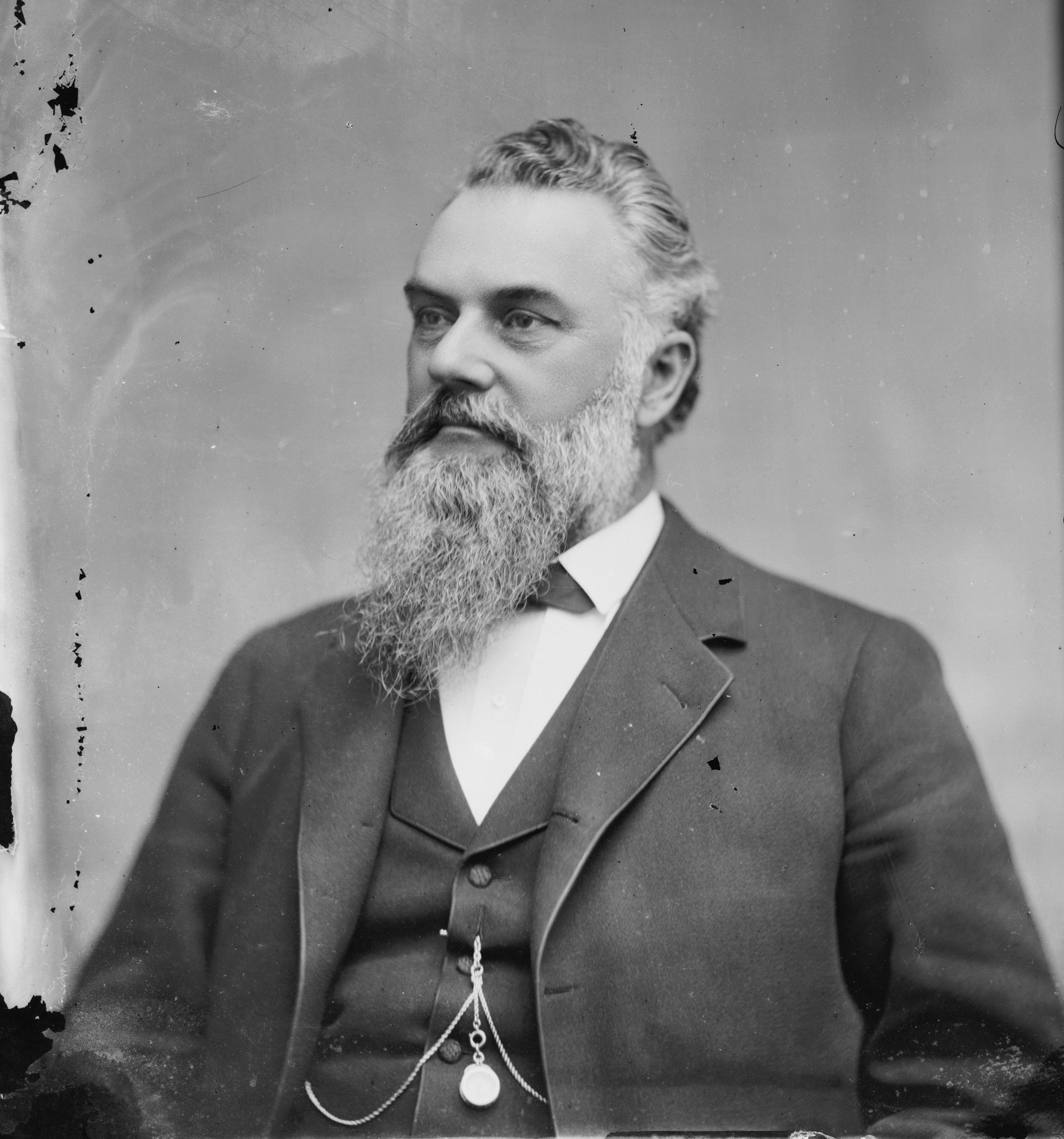
James Graham Fair

James Graham Fair, född 3 december 1831 nära Belfast, död 28 december 1894 i San Francisco, var en irländsk-amerikansk affärsman och politiker (demokrat). Han representerade delstaten Nevada i USA:s senat 1881-1887.
Fair kom 1843 till USA med sina föräldrar. Han flyttade sedan västerut i samband med guldrushen i Kalifornien. Han flyttade 1860 vidare till Virginia City. Han gjorde stora pengar efter att silver upptäcktes i närheten av Virginia City. Han investerade pengarna i fastigheter och i järnvägsaktier. Han var dessutom delägare i en bank som under en tid var USA:s största.
Fair efterträdde 1881 William Sharon som senator för Nevada. Han efterträddes sex år senare av William M. Stewart.
Efter sin tid i senaten var Fair verksam som affärsman i San Francisco. Han gravsattes på Holy Cross Cemetery i Colma.